# Oum Toub
Oum Toub (en arabe : أم الطوب) est une commune de la wilaya de Skikda en Algérie, située à 30 km de Skikda, à 40 km de Constantine, à 100 km de Guelma et 110 km d'Annaba.

## Histoire
Histoire de Oum Toub 
  
La création du camp de regroupement d’Oum Toub.  
Elle remonte au début de l’été 1957. Elle obéit à la nécessité d’isoler les populations rurales de la « rébellion ». Tel est le credo des officiers des Affaires algériennes qui s’emploient { mettre en place des SAS (Sections Administratives Spécialisées) dans le cadre de la « pacification ». Le quadrillage du massif est total dans le courant de l’été 1956. Le territoire est alors divisé en dix secteurs chapeautés chacun par un officier de SAS. Et les populations rurales éparpillées dans les mechtas sont « invitées » à quitter leurs demeures pour s’installer dans les camps de regroupement.  
Cinquante ans après, Lalla Khedidja restitue avec autant de précisions et beaucoup d’émotion les dures conditions de vie du camp, cet univers concentrationnaire décrit par ailleurs par Abdelmalek Sayad, Pierre Bourdieu (1964) et Michel Cornaton (1967).
Lalla Khedidja cite pas moins de 15 foyers appartenant à son clan familial. 
 
A Oum Toub, le camp était situé au lieu-dit Ouled Khessib. Les familles furent déplacées juste avant les moissons qu’elles durent abandonner. De manière brutale, elles se sont retrouvées parquées dans un camp vide de toute habitation, démunies de tout et privées de leurs occupations habituelles (cultures et élevage). Aussi furent-elles invitées à construire elles-mêmes des huttes avec le peu de matériaux disponibles (branchages et diss). Les familles ne partageaient pas toujours le même espace (Zriba) affecté et devaient composer avec d’autres familles « étrangères ». Cette proximité forcée a donné souvent lieu à des frictions et ravivé des tensions anciennes qui venaient s’ajouter à la violence des nouvelles conditions de vie dans le camp.
Celui-ci était entouré d’une haie de barbelés, entrecoupée par des miradors et quatre portes gardées jour et nuit par des harkis.
La circulation hors du camp était interdite les premiers temps. L’officier de la SAS d’Oum Toub logeait dans le bordj situé dans le camp et édifié rapidement pour signifier « l’œuvre civilisatrice de la France ». Il était persuadé – au nom de la pacification – de mettre fin ainsi à « l’adhésion tacite de la population à la rébellion ». Mais, ne pouvant subvenir aux besoins de la population, l’officier de la SAS autorisa les sorties hors du camp, selon la conjoncture, à deux moments précis : lors de la cueillette des olives et lors des maigres récoltes de céréales permises. Huile et céréales devaient être déposées à la SAS pour empêcher tout ravitaillement destiné aux maquisards. Les familles disposaient d’un carnet de rationnement contrôlé rigoureusement. La ration était limitée à 7 kg par personne et par mois. En cas d’embuscades ou d’incendies, la distribution des vivres était suspendue en guise de représailles. C’est dire que les repas n’étaient pas assurés quotidiennement.
Au printemps et en automne, la cueillette des herbes sauvages dont le bqol, permettait aux uns et aux autres de ne pas mourir de faim. La mort était quotidienne, elle touchait les corps les plus vulnérables, ceux des enfants en bas âge en particulier, à tel point qu’il existe deux cimetières d'enfants l’un au camp, au lieu-dit Merdj Mechouda, et le second hors du camp au lieu-dit Boubalouta. Ce que le rapport de Michel Rocard avait révélé lors de sa publication le 18 avril 1959

El Yazid et Fekrache Amar les hommes infatigables.
A Oum Toub, la plupart des hommes valides ont pris le maquis dans le courant de l’année 1955. Plusieurs furent rejoints par leurs épouses tandis que leurs enfants étaient confiés à des proches parents. Les arrestations et les tortures n’ont épargné personne. Et les femmes subirent les mêmes violences et furent soumises aux mêmes humiliations que les hommes. Plusieurs cas de viol sont évoqués par Lalla Khedidja. Les deux principaux centres de torture étaient situés, l’un { la prison même d’Oum Toub et le second au lieu-dit Grombat, à Sidi Kamber près de la mine de plomb et de zinc. Ce dernier est encore visible avec les  anneaux de fer qui servaient à attacher les prisonniers et les prisonnières.
Parmi les moudjahidine rencontrés, se détache du lot Si El Yazid de son vrai nom Mahmoud Boubriem, initié aux idées nationalistes du PPA-MTLD par Amar Fekrache, Si Mohammed Lahmar, Si Mohammed Bentabed. Ils ont vécu les déchirements du parti à la veille de 1954. Tous ont pris le chemin du maquis en 1955. Si El Yazid disposait d’un fusil de chasse. Comme beaucoup d’autres maquisards, il fut accompagné de son épouse. Connu comme l’homme du tissal : outre les liaisons qui l’amenaient à parcourir la Zone 2 (Wilaya 2 après le congrès de la Soummam) dans tous les sens, il était aussi le guide attitré de ses dirigeants Zighoud Youcef, Lakhdar Bentobbal, Ali Kafi, Salah Boubnider. Il assure avoir mis l’abri, quelque part dans la forêt, de nombreux documents du PC de la Zone/Wilaya 2.
Dans le village de Si El Yazid, nous avons rencontré également Si Brahim Boulouadnine, l’homme des embuscades célèbres, comme celle du 12 mai 1957 à Beni Ghezlane où 35 soldats furent tués et 27 autres blessés, ou de Zeggar (mai 1957), et qui furent particulièrement meurtrières pour la troupe française. Les représailles furent terribles a cause de l’intervention de l’aviation qui n’a pas hésité faire usage du napalm.
Le Cimetière des martyrs
Le 28 avril 2012, journée du fidaï en hommage à la disparition de Messaoud Boudjeriou - responsable de la ville de Constantine15, tombé au champ d’honneur le 28 avril 1961, { Denaïra - fut inauguré le cimetière des martyrs d’Oum Toub et sa région.
Ce jour-là, 38 martyrs dont les corps étaient enterrés dans différents lieux du massif ont été inhumés. Une plaque commémorative fut aussi érigée, portant l’inscription des noms de plusieurs centaines de martyrs dont beaucoup appartiennent à la même famille. Ainsi celle de Hadj Mohammed Fekrache a perdu cinq de ses fils. Parmi ces disparus, nous fut contée l’histoire tragique de Amar Fekrache dit Boudjemaâ qui, lors de son arrestation, fut torturé et son corps meurtri sera traîné et livré aux chiens devant les villageois de Cheraïa, avant d’être achevé à Sidi Kamber le 22 mai 1957.
Oum Toub se souvient de ceux qui ont sacrifié leur vie pour la libération de l’Algérie.
Aux archives de l’APC d’Oum Toub, une liste des orphelins, enfants de martyrs ou non, fut dressée dès 1964 : elle comprend quelque 550 enfants dont il fallait prendre soin.
Chez les rescapés du camp d’Oum Toub, il n’y a pas de place pour le ressentiment malgré les souffrances passées. Dans le vague du regard, on devine l’apaisement. Le devoir patriotique a été accompli. La vie a été très difficile durant la Guerre de libération nationale, elle a continué { l’être durant les premières années de l’indépendance. Les traumatismes sont toujours l{. Mais d’aucuns se rappellent que l’école a ouvert ses portes { tous les enfants, filles et garçons { l’automne 1962.
Et aujourd’hui, les progrès les plus spectaculaires ont été réalisés dans le domaine de l’éducation : 23 écoles primaires, 3 collèges, un lycée accueillent la jeunesse d’Oum Toub.
Nous remercions tous les habitants dont les moudjahidine qui nous ont apporté leur aide, ainsi que les autorités de la daïra et de l’APC d’Oum Toub.

## Géographie
La ville d'Oum Toub est située à 300 mètres d'altitude.
Elle possède une richesse importante dans la région, son barrage.